# Germond-Rouvre
Germond-Rouvre ist eine französische Gemeinde mit 1.180 Einwohnern (Stand: 1. Januar 2022) im Département Deux-Sèvres in der Region Nouvelle-Aquitaine (vor 2016: Poitou-Charentes). Sie gehört zum Arrondissement Niort und zum Kanton Autize-Égray. Die Einwohner werden Germo-Roburiens genannt. 

## Lage
Germond-Rouvre liegt etwa 60 Kilometer westsüdwestlich von Poitiers und ca. 15 Kilometer nördlich von Niort. Umgeben wird Germond-Rouvre von den Nachbargemeinden Cours im Nordwesten und Norden, Champdeniers im Nordosten, Cherveux im Osten, Échiré im Süden sowie Sainte-Ouenne im Südwesten und Westen.

## Geschichte
1973 wurden die bis dahin eigenständigen Kommunen Germond und Rouvre zusammengeschlossen.

### Bevölkerungsentwicklung
| Jahr                       | 1962 | 1968 | 1975 | 1982 | 1990 | 1999 | 2006 | 2019 |
| Einwohner                  | 757  | 684  | 654  | 832  | 918  | 880  | 1050 | 1182 |
| Quellen: Cassini und INSEE |      |      |      |      |      |      |      |      |

## Sehenswürdigkeiten
- Kirche Saint-Médard in Germond aus dem 12. Jahrhundert, Monument historique seit 1986

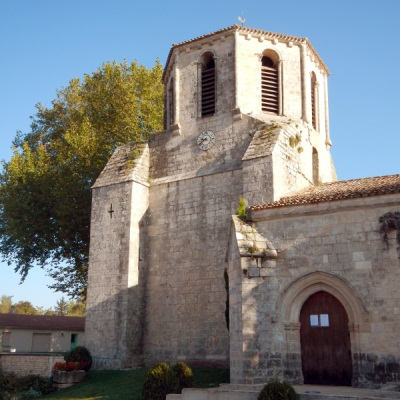
Kirche Saint-Médard